# 中国银联
中国银联股份有限公司，通称中国银联和银联，是一家总部设在中华人民共和国上海市的股份制金融服务机构，并提供银行间支付结算服务。该机构拥有的网上跨行交易清算系统，曾在中国大陆具有唯一性和垄断性。2015年时，成为全球交易量最大的银行卡清算组织。截止2024年12月31日，银联卡全球受理网络已延伸到183个国家和地区，84个国家和地区发行了银联卡。
2002年时，在中华人民共和国政府主导、推动下，中国银联由中國境内的85家金融机构、政府机构和其他法人共同发起。3月26日，经中国人民银行批准，中国银联正式成立，总估值16.5亿元人民币。政府推动建立中国银联的初衷，是为建立和运营全银行卡跨行信息交换网络，实现中国银联卡在中国大陸境内的共通，推动中国大陸的银行卡产业迅速发展。截至2018年1月，银联网络已经延伸到中国大陸境外168个国家和地区。2008和2009年，经过两轮增资扩股，注册资本增至29.3亿元人民币，共计152家股东。
在中国大陆，所有有发行银行卡的商业银行，无论股份情况，都有发行银联卡。银联在港澳地区也有相当优势，大西洋银行、中国银行澳门分行、香港上海汇丰银行、恒生银行、中国银行（香港）、南洋商業銀行、集友銀行、星展銀行（香港）、东亚银行、中国工商银行（亚洲）、中国建设银行（亚洲）、花旗香港、上海商業銀行、AEON信貸財務(亞洲)有限公司、安信信貸皆发行银联卡。在新加坡的中国资本背景银行也普遍发行银联卡，泰國、缅甸、俄罗斯也有当地发行的银联卡。而在台湾虽然多数ATM及商户支持银联，但目前台湾仍未有任何一家银行发行银联卡，该情况也和银联在世界多数国家类似，即ATM及商户多数支持银联，但并没有当地银行发行银联卡。

## 业务范围
- 管理和经营银联標誌。例如：授权银行发行带有中国银联标志和其他信用卡公司標誌的信用卡（也叫貸記卡）、儲蓄卡（也叫借記卡）。
- 建设和运营全中国大陸统一的银行卡跨行信息交换网络。事实上中国银联的服务已經超出了中国大陸，在香港、澳门、台灣、韩国、泰国、新加坡、美国、德国、新西兰、加拿大、澳洲等160个国家和區域都能夠使用银联提供的服务，例如：提款、購物。
- 与中國人民銀行对接，维护中国银联跨行交易結算系统 （CUPS）的运作。
- 提供閃付、银联卡線上支付等产品和服务。
- 制定银行卡跨行交易业务规范和技术标准，协调和仲裁银行间跨行交易业务纠纷。如在跨行使用银行卡的时候，发卡銀行和收单銀行的手续费分成等问题。
- 组织行业培训、业务研讨和开展国际交流，从事相关研究咨询服务。
- 经中国人民银行批准的其他相关服务业务。[4]

## 历史
- 2002年1月13日，中国人民银行宣布推出银行卡联网通用標誌——“银联”。
- 2002年3月26日，中国银联股份有限公司成立，其是在合并全国银行卡信息交换总中心和18个城市银行卡中心的基础上，由中国工商银行、中国农业银行、中国银行、中国建设银行、交通银行等银行卡发卡金融机构共同发起设立的公司[5]。
- 2003年8月27日，南京市商业银行发行了中国大陆地区第一张银联国际BIN号——“62”字开头的信用卡，银联标准卡正式问世[6]。
- 2003年，全国地市级以上城市基本实现银行卡联网通用[7]。
- 2004年4月30日，中银香港在香港发行第一张境外银联标准人民币卡[8]。
- 2004年5月9日，招商银行发行了中国大陆地区第一张“62”字头银联标准借记卡[9]。
- 2005年5月，发现卡（Discover Card）与中国银联达成创旗合作伙伴协议，允许发现卡在银联网络的POS机和ATM机上消费和取款，同时银联卡也可以在发现卡的PULSE网络上被接受[10][11]。
- 2014年11月17日，中国银联与苹果公司共同宣布，即日起持有国内发行银联卡的App Store用户将可使用银联卡支付服务购买各类应用产品。
- 2014年11月28日，中国银联、中国国家开发银行和老挝中央银行在万象签署老挝国家银行卡支付系统项目建设合作协议，三方约定，2015年1月起正式启动建设老挝国家银行卡支付系统。
- 2015年6月15日，中國銀聯入股銀通3%，成為其策略夥伴，共同拓展移動支付服務
- 2015年6月25日，中國銀聯卡，首次在交易總額及發卡量上超越VISA，成為全球最大銀行卡清算組織，根據中國銀聯最新數據顯示，2015年首季度，銀聯卡全球交易總額達到11.8萬億元人民幣，即約1.9萬億美元；全球最大支付公司VISA今年首季度，VISA交易總額為1.75萬億美元。
- 2020年12月9日，中國銀聯推出金融雲服務「银联云[12]」。

## 公司相关
中国银联现任董事长为邵伏军，总裁为时文朝。中国银联设有业务管理委员会、技术管理委员会、风险管理委员会、银行卡产业咨询委员会及信息安全委员会等委员会，并在大陆设有多家分公司。

### 股东
2002年时，原始股东共计85家，除中国印钞造币总公司外，均是国有银行、股份制商业银行和地方性金融机构。2002年3月的验资报告、银联注册资本实收情况明细表显示，工、农、中、建、交五大国有银行和中国印钞造币总公司持股相同，分别投资0.9亿元，均占5.45%。9家股份制银行、国家邮政局，持有总计1/3的股份。69家金融机构持有股份中，最高的为上海银行持有2.42%，最低的是利群集团持有0.01%。另有12家非银行机构，合计持股1.47%。
2008、09年进行过两轮扩股，至2014时，计有152家股东。截止2009年，最大单一股东为中国印钞造币总公司，共计为1.425亿元，持股4.86%。其次是工、农、中、建、交五大国有银行。其中，建行持股4.78%，其余均持股3.84%。前六大股东合计持股25%。

### 子公司
银联旗下有十几家子公司，部分因控股复杂，较难确定。可知晓的是：
- 银联国际有限公司（银联国际）
- 银联商务
- 银联数据服务
- 银联电子支付
- 银行卡检测中心
- 中金金融认证中心
- 广州银联网络支付
- 上海银联电子支付
- 深圳市银联金融网络
- 北京银联商务
- 上海银联商务
- 宁波银联商务
- 广东银联商务
- 北京数字王府井科技

#### 银联商务
银联商务股份有限公司，是中国银联控股，专门从事线下、互联网以及移动支付的综合支付与信息服务的公司。

#### 银联国际
银联国际有限公司，又称银联国际，是银联旗下负责国际业务的子公司，亦是以会员制的形式运作的国际合作机构。总部位于上海市浦东新区东方路6号保利广场B栋、浦东新区东园路18号中国金融信息中心16楼。在广东省深圳市深南大道4001号时代金融中心4、9楼设有深圳信息中心。
初始会员：
- 中国大陆：中国工商银行、中国农业银行、中国银行、中国建设银行、中国邮政储蓄银行、中信银行、中国光大银行、华夏银行、广发银行、平安银行、招商银行、兴业银行、上海银行、北京银行。
- 东北亚：东亚银行、BC信用卡、中银信用卡（国际）有限公司、中国信托、财金资讯股份有限公司、Golomt Bank、恒生银行、HSBC、国民银行、Khan Bank、东京三菱银行、联合信用卡处理中心、新韩银行、渣打银行、Trade & Development Bank、UCO Bank。
- 东南亚及南太：Allied Bank、盘谷银行、Cietcom Bank、bnz、BOD Unibank、澳洲联邦银行、马来亚银行、联昌国际银行、澳洲国民银行、大华银行。
- 欧洲：西班牙外换银行、巴克莱银行、BIS Card Service、法国东方汇理银行、Setefi。

2022年2月，銀聯國際宣布與安信信貸合作在香港推出升級銀聯手機閃付HCE產品，讓使用Android系統手機的安信信貸銀聯卡持卡人，可透過OmyCard App，同時享受銀聯手機閃付和銀聯二維碼支付服務，從而實現「卡碼合一」。

##### 俄烏沖突
银联国际在俄羅斯的業務自2022年俄羅斯入侵烏克蘭後有所擴展，在天然氣工業銀行的銀聯卡發行量在三月更增加十倍。新工業銀行估計，如果Visa與MasterCard繼續不再於俄羅斯提供服務，银联卡可在俄羅斯佔有5－7%的市佔率。9月，部分於芬蘭邊境城市的自動櫃員機上使用銀聯卡提款的人次亦大幅增加，導致櫃員機經常沒有現金可供應。10月，Nokas CMS自動櫃員機系統宣布，已與銀聯達成協議，芬蘭的自動櫃員機暫停接受銀聯卡（后改为拒绝俄罗斯发行之卡片）。
俄罗斯的部分银行亦发行Mir—银联双标卡（前者是俄罗斯全国性卡组织及清算系统）。

## 银联卡

中国银联舊標誌

中国银行卡通用卡面设计

### 银联標誌
银联標誌最早源于中国银联成立之前银联网络系统的开发试运行初期，由具计算机及图学背景的试运行负责人根据多元合一、海纳百川、稳健发展的要求构思，由俗称“天使颜色”的红、蓝、绿三元色块排列设计分别代表诚信合作、稳健畅通、安全保证之意，并配上白色中文字“银联”。该標誌最早于1997年注册并在深圳推出试用，中国银联成立后移交中国银联。
2001年3月，中国人民银行印发《中国人民银行关于统一启用“银联”标识及其全息防伪标志的通知》（银發〔2001〕57号），中国银联標誌正式启用。2002年1月10日，不少银行及金融机构开始在北京、上海、广州、杭州、深圳等五城市发行带有银联标志的银行卡，后逐渐扩展至整个中国大陸。
2005年10月18日，中国银联启用新標誌，对舊標誌的三色块的颜色、面积、倾斜度等局部要素做了微调，并增加了英语UnionPay。目前，舊標誌的银联卡将和新標誌的银联卡一起流通使用，舊標誌的银联卡将逐渐不能使用。
在使用银联的標誌上，由于银联担心使用新標誌会因与在海外推广的旧標誌不同而导致海外商户拒绝接受银联卡，故而统一国内借记卡和人民币单币信用卡使用新標誌，国际借记卡和双币信用卡仍使用旧標誌。直到2009年初开始各银行的双币信用卡开始逐步更换使用新银联標誌。
银联在中国以外的部分国家和地区当地发行的银行卡上部分银联標誌无简体中文“银联”字样，只有英文UnionPay字样。

### 特征
- 银行卡正面印刷了统一的银联標誌图案（部分卡片设计可能会使用单色标志）；
- 卡片背面使用了统一印有“银联”字样的签名条；
- 贷记卡卡片正面的银联標誌图案上方加贴有统一的全息防伪标志（部分卡因设计缘故设在背面）；
- 银联标准卡的卡号前两位银行识别码（BIN）为62。

### 卡等
- 普卡
- 金卡
- 白金卡
- 尊尚白金卡[來源請求]
- 鑽石卡
- 鑽石Prestige卡

### 全球使用
在台灣，目前尚未有銀行發行銀聯卡，可在中華郵政、中國信託、國泰世華銀行、匯豐（台灣）商業銀行、臺新銀行、臺灣銀行等金融機構的自動櫃員機使用銀聯卡。此外，在美国、日本、韩国、新加坡、哈萨克斯坦、蒙古国和俄罗斯也有银行推出银联标准卡，方便当地人士到中国时使用。

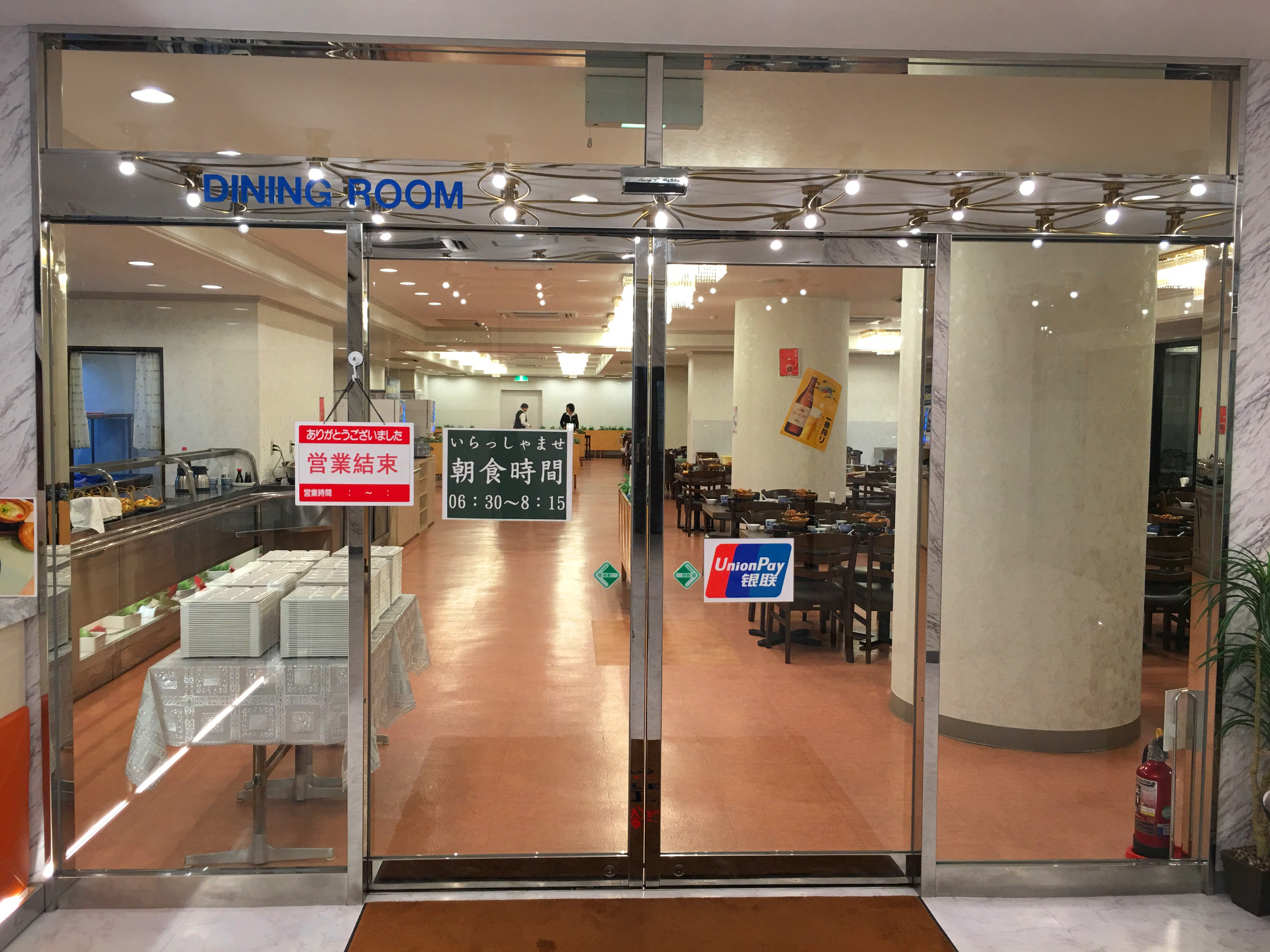
在日本千葉縣一家酒店的餐厅的银联使用標誌

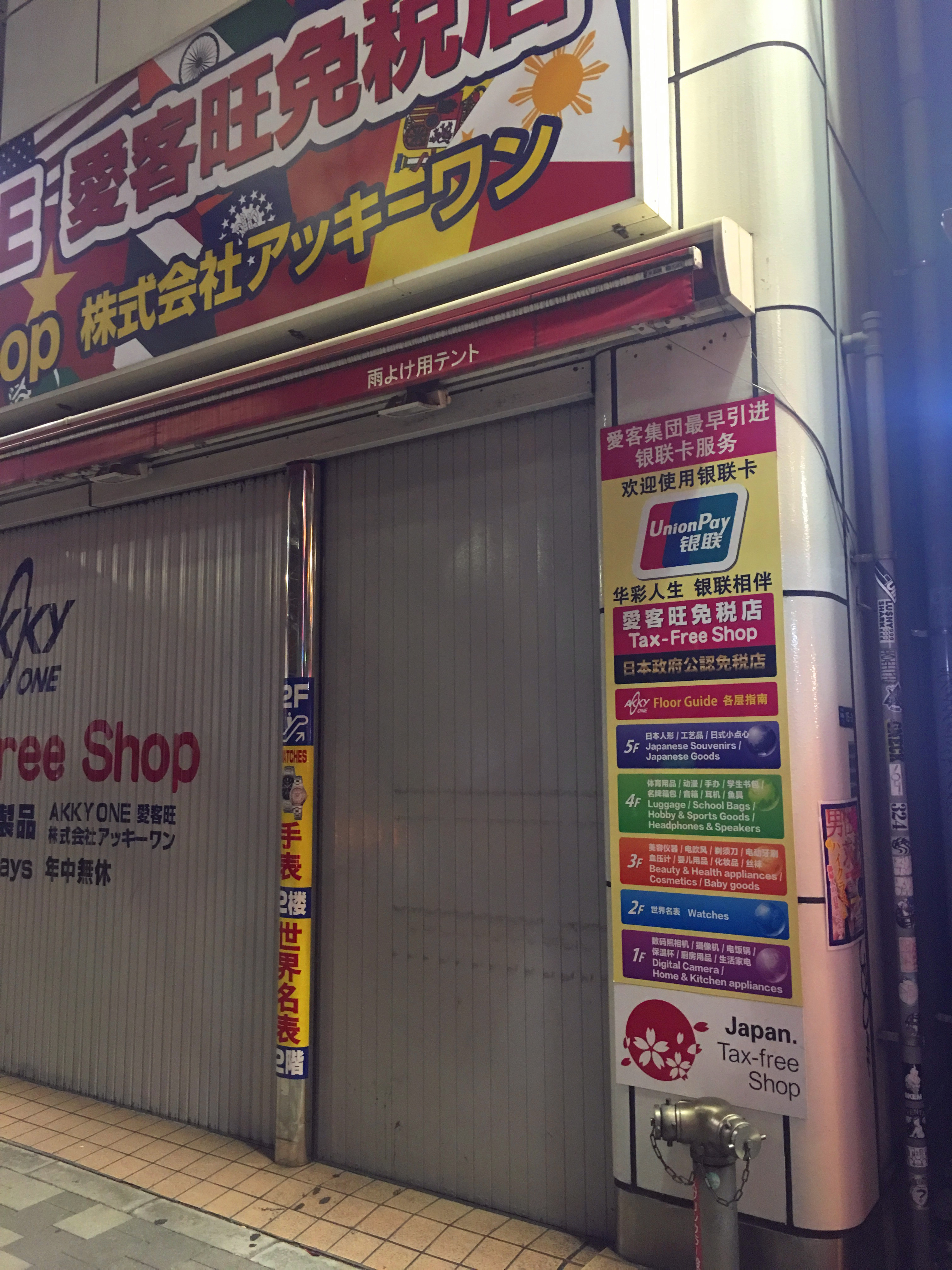
一家位于日本东京秋叶原的免税店门口的银联使用標誌

截至2017年9月在中国大陆以外共有160个国家或地区可以使用银联卡，如下：
| 亚洲     | 亚洲     | 亚洲     | 亚洲       | 亚洲     | 亚洲         |
| -------- | -------- | -------- | ---------- | -------- | ------------ |
| 香港     | 澳門     | 臺灣     | 日本       |          | 马来西亚     |
| 泰國     | 新加坡   | 菲律賓   | 印度尼西亞 | 越南     | 柬埔寨       |
| 蒙古国   |          | 阿联酋   | 黎巴嫩     | 印度     | 阿富汗       |
| 巴基斯坦 | 巴林     | 斯里蘭卡 |            | 叙利亚   | 葉門         |
| 伊拉克   | 约旦     |          | 尼泊尔     | 馬爾地夫 |              |
| 阿曼     | 巴勒斯坦 | 科威特   |            |          |              |
|          |          | 緬甸     |            | 以色列   | 沙烏地阿拉伯 |
| 土耳其   |          |          |            |          |              |

| 欧洲       | 欧洲       | 欧洲     | 欧洲     | 欧洲     | 欧洲     |
| ---------- | ---------- | -------- | -------- | -------- | -------- |
| 英国       | 法國       | 德国     | 荷蘭     | 丹麦     | 義大利   |
| 葡萄牙     | 瑞士       | 奥地利   | 比利时   | 拉脫維亞 | 盧森堡   |
| 摩納哥     | 列支敦斯登 | 圣马力诺 | 俄羅斯   | 西班牙   | 希腊     |
| 匈牙利     | 波蘭       | 瑞典     | 捷克     | 挪威     | 马恩岛   |
| 法罗群岛   | 冰島       | 爱尔兰   | 梵蒂冈   | 羅馬尼亞 | 斯洛伐克 |
| 斯洛維尼亞 | 馬爾他     | 白俄羅斯 | 賽普勒斯 | 保加利亚 | 直布罗陀 |
| 根西       | 澤西       | 芬兰     |          |          |          |

| 美洲     | 美洲     | 美洲     | 美洲   | 美洲           | 美洲   |
| -------- | -------- | -------- | ------ | -------------- | ------ |
| 美国     | 加拿大   | 格陵兰   | 墨西哥 | 巴西           | 阿根廷 |
| 波多黎各 | 巴哈马   | 委內瑞拉 |        | 秘魯           | 苏里南 |
|          | 哥伦比亚 |          | 古巴   | 美屬維爾京群島 |        |

| 大洋洲         | 大洋洲 | 大洋洲 | 大洋洲 | 大洋洲   | 大洋洲           |
| -------------- | ------ | ------ | ------ | -------- | ---------------- |
|                | 新西兰 | 關島   |        | 斐济     |                  |
| 所罗门群岛     |        | 纽埃   | 萨摩亚 | 庫克群島 | 密克羅尼西亞聯邦 |
| 法屬玻里尼西亞 |        |        |        |          |                  |

| 非洲     | 非洲       | 非洲       | 非洲       | 非洲           | 非洲       |
| -------- | ---------- | ---------- | ---------- | -------------- | ---------- |
| 埃及     | 南非       | 阿尔及利亚 |            |                | 乌干达     |
|          | 尚比亞     | 模里西斯   | 塞舌尔     | 南蘇丹         |            |
|          | 苏丹       |            | 塞内加尔   | 多哥           | 留尼汪     |
|          |            |            | 马拉维     | 喀麦隆         | 卢旺达     |
| 尼日尔   | 马达加斯加 |            | 赤道几内亚 | 几内亚         | 辛巴威     |
| 奈及利亞 | 坦桑尼亚   | 摩洛哥     | 衣索比亞   | 布吉納法索     | 毛里塔尼亚 |
|          | 賴索托     |            | 安哥拉     | 刚果民主共和国 | 刚果共和国 |
|          | 加彭       | 中非       |            | 利比里亚       |            |

有关可用地区的最新情况，请访问银联国际首页（页面存档备份，存于）（简体中文），查看页面最上方“银联卡在全球”下拉菜单。

### 闪付

闪付EMV标志

闪付（QuickPass）是银联卡引入EMV（或PBoC）芯片后利用射频识别技术所推出的一项非接触式付费功能，其类似于万事达的Mastercard Contactless或Visa的payWave。闪付可以让银联卡在不接触商户POS机的情况下完成支付，大量节省了支付的时间。闪付通过近场通讯（NFC）技術还可以在如 Apple Pay、三星智付等支持银联手机闪付的电子钱包中使用，实现无卡交易。

### 云闪付
由银联联合各商业银行、支付机构等产业推出的一款移动支付APP。

### 银联双标卡

#### 中国大陆
双标卡是银联卡中同时标识两个发卡组织（一个是银联，另一个是非中国的发卡组织）的卡种，用于解决国外发卡组织参与中国金融交易的限制和银联在国外的低适用性的问题。在2002年银联成立前，就有国外发卡组织与国内商业银行合作发行对应信用卡，在银联成立并限制国外发卡组织参与中国金融交易以便监管后，国外发卡组织为了拓展国内的市场而银联也需要借助国外发卡组织拓展国外市场，而采取联合发卡的策略。最早的发行记录为2002年12月，由招商银行与万事达联合发行双标双币（人民币和外币美元）卡。
这种信用卡在国内银联POS消费使用银联的交易通道结算，而在国外POS消费则以对应国外发卡组织的交易通道结算。在中国国内人民币结算上，中国政府坚持只能通过银联交易通道结算，而以此限制国外发卡组织在国外发行的信用卡在国内使用。
随着电子芯片信用卡的发展，银联的芯片标准与国外发卡组织的标准不通用也限制双标卡的改良（中国国内发行的信用卡只有磁条信息是双发卡组织识别，电子芯片必须为银联标准）。（早期中国工商银行曾发行过双标芯片卡，但并不是采用PBOC与EMV双应用芯片，而是采用EMV芯片+银联磁条或EMV+PBOC双芯片双标）由于自2015年1月1日开始，中国人民银行要求国内发行银行卡必须带有电子芯片，曾被认为可能会阻止不合规的双标卡继续发行。最终在2017年5月12日公布的《中美经济合作百日计划早期收获》中确认，中国的发卡组织允许继续发行双标双币卡，并且允许非中国的发卡组织申请中国国内的金融结算业务许可，原先有的双标卡产品（磁条卡）仍可以继续发行。
但由于上文的芯片标准的冲突与安全性问题，各银行在2017年后基本没有出现新的双标卡产品，而是开始推出“1+1”单标套卡（一张银联加上另一张万事达或VISA等境外组织卡搭配使用，两者共享额度）。直到2021年，为了迎接2022年北京冬奥会，中国银行经过各方面的允许，限时发行2022北京冬奥银联VISA双标信用卡，卡号以40开头，带有Visa标准芯片，分有VISA金卡，VISA白金卡，VISA无限卡三个级别。是首款“银联-Visa”双标芯片卡产品，也是首款经过允许插入非奥运会指定卡组织的奥运会主题信用卡，该款卡于2022年6月停止发行。
此外，美国运通通过其设在中国大陆的子公司——连通于2020年6月13日取得中国人民银行颁发的“银行卡清算业务许可证”后，也开始逐渐停止“双标卡”的发行。2023年3月，招商银行信用卡中心发出通知，将停止发行美国运通与银联的双标卡，存量卡到期将改发单标运通卡，另外其他发卡银行也发出通告，将会逐步停发双标卡，存量卡到期改发单标非银联卡的通知。
2025年4月10日，中国银行、交通银行和招商银行发布公告，自2025年5月24-26日，将存量“银联-Visa”双标磁条卡升级为采用PBOC与EMV的双应用（支持境内外银联网络线上线下支付交易、境外Visa网络线上线下支付交易）且具备银联及Visa品牌接触式（插卡支付）和非接触式（拍卡支付）功能的双标芯片卡。
2025年4月11-18日，中国民生银行、中国建设银行、中国工商银行、中国农业银行、广发银行也陆续发布了“银联-Visa双标信用卡服务升级的公告”，公告升级时间为2025年5月29日-2025年6月9日。

#### 海外
在韩国，俄罗斯，泰国，缅甸，巴基斯坦，蒙古等部分国家发行的银联卡，有与本地卡组织合作发行而成为另外一类双标卡。截至目前，海外银行发行的银联卡有与BC卡，Mir，KoronaPay（独联体），MPU（缅甸），1link（巴基斯坦）的双标组合。

此外，中国银行和中国工商银行的海外分支机构也有发行与当地支付系统适应的银联双标卡，如加拿大的Interac，澳大利亚的eftpos，马来西亚的mydebit等。

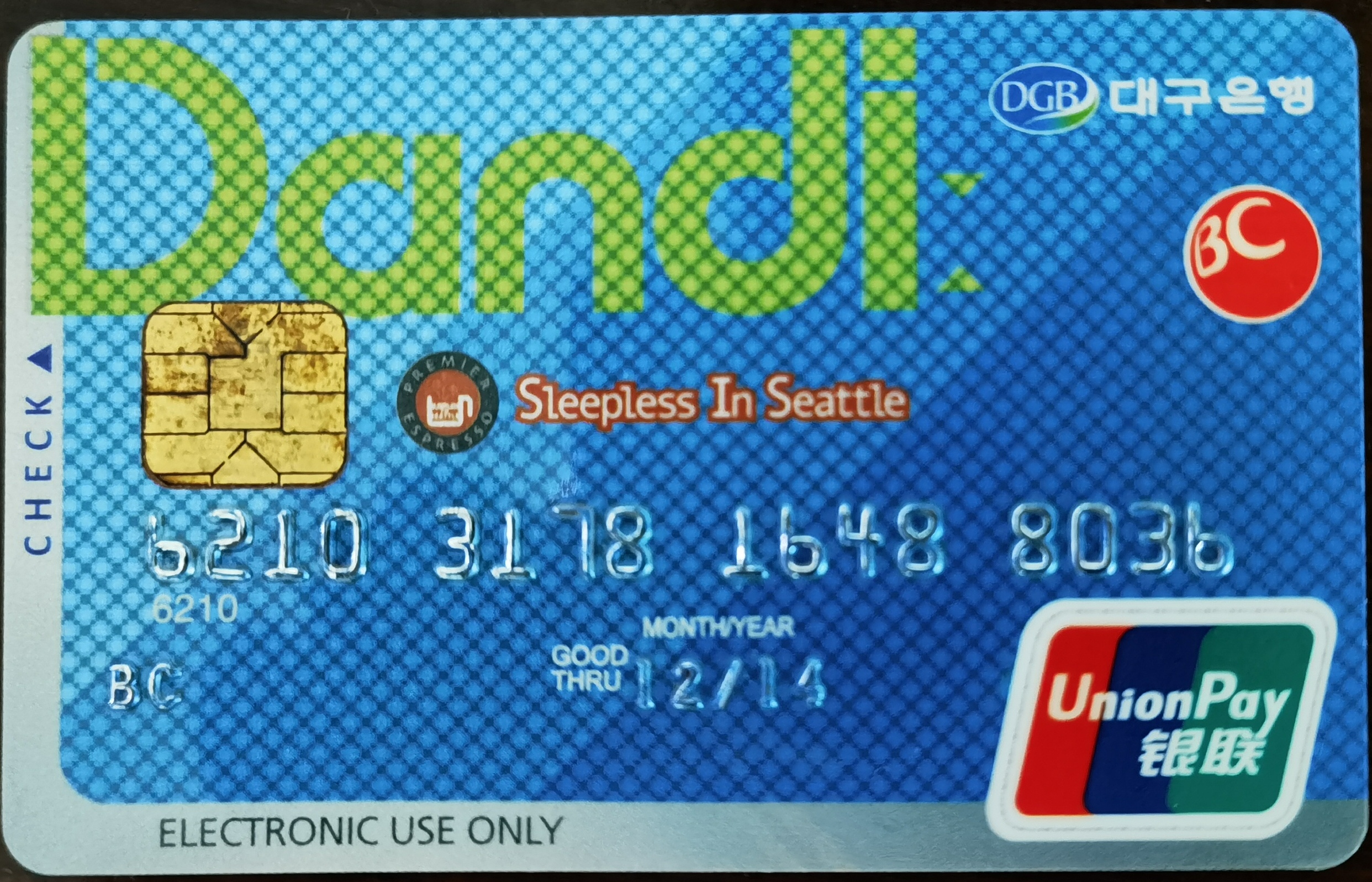
韩国大邱银行发行的银联BC双标卡
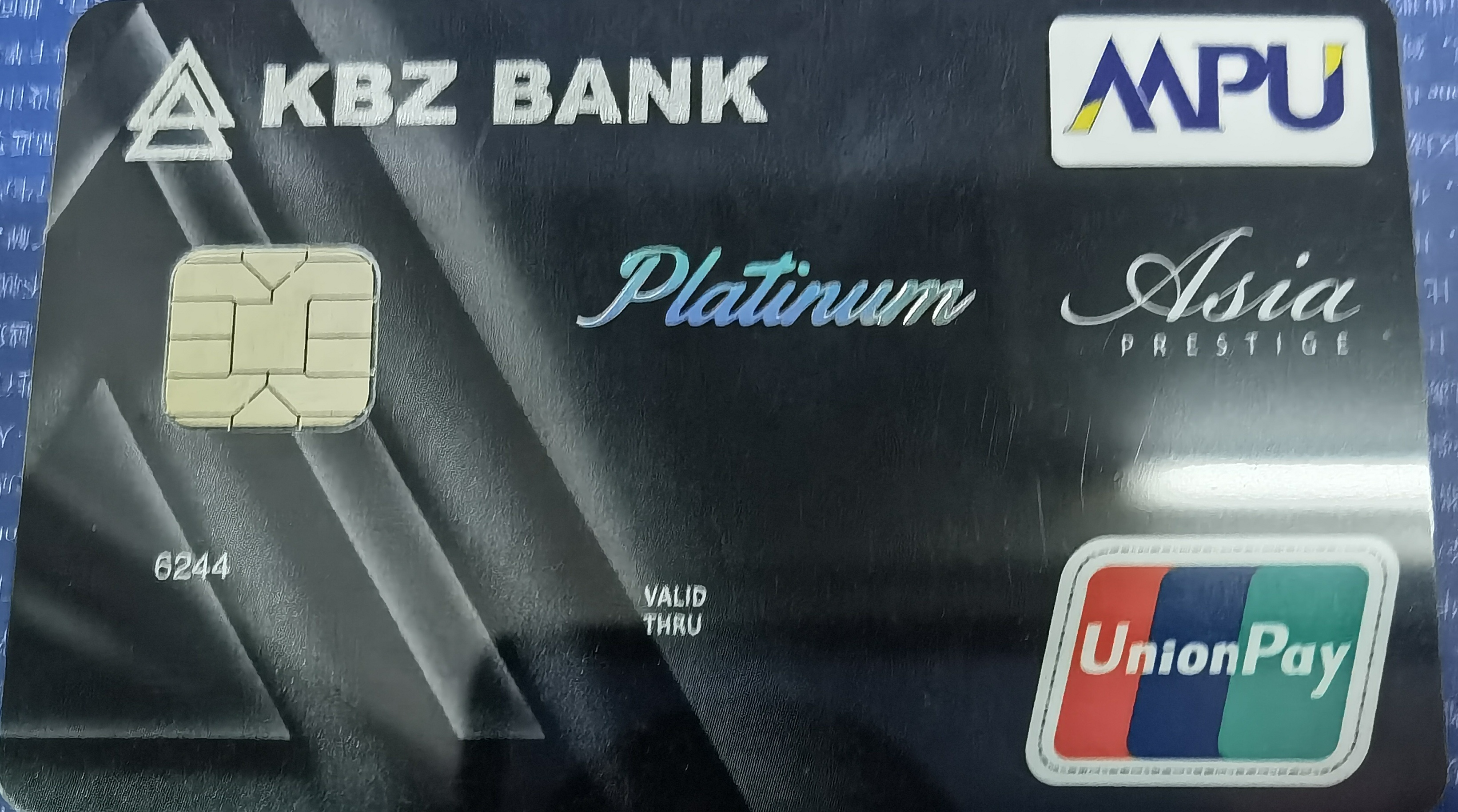
缅甸KBZ銀行（英语：Kanbawza Bank）发行的银联MPU双标信用卡

## 在线支付平台
“银联在线支付”是银联因应互联网发展打造的交易清算平台，支持银行卡号支付、登录支付等，支持生活缴费、转账、申购金融产品、分期付款等的多元服务。
2014年“十一”期间，银联卡跨行交易总金额突破5,160亿元，交易总笔数达到4.2亿笔，分别同比增长25%和27%。“十一”期间“银联在线支付”交易额同比增长247%，其中跨境海淘交易金额增长90%。

## 相关
- 非银行支付机构网络支付清算平台，又称网联，2017年由网联清算有限公司开始运营的第三方支付机构统一清算平台。